# Испытательный срок (фильм, 1960)
«Испытательный срок» — советский цветной художественный фильм 1960 года о работниках уголовного розыска 1920-х годов. По одноимённой повести Павла Нилина.

## Сюжет
1923 год. Зайцев и Егоров по путёвке комсомола направляются на работу в угрозыск. Новички — один застенчивый и нерешительный, другой уверенный и упорный — приняты на испытательный срок. Остаться на работе должен только один из них; но, невзирая на жёсткую, взаимоисключающую конкуренцию, парни подружились.
На фоне сложных взаимоотношений в милицейской среде, в фильме рассматривается ряд практических случаев и ситуаций: о самоубийстве аптекаря; о бескровной ликвидации банды; о разгуле нэпа и т. д.

## В ролях
- Олег Ефремов — Ульян Григорьевич Жур, старший уполномоченный УР
- Олег Табаков — Саша Егоров
- Тамара Логинова — Катя, сестра Егорова
- Вячеслав Невинный — Сергей Зайцев
- Борис Новиков — Воробейчик, сотрудник УГРО
- Владислав Баландин — Бармашов, сотрудник УГРО
- Евгений Урбанский — Курычёв, начальник УГРО
- Евгений Тетерин — Илья Борисович Кац, судебный медик
- Андрей Тутышкин — приказчик
- Михаил Семенихин — Афанасий Соловьёв, друг Жура
- Владимир Соловьёв — Ожерельев-старший, торговец оружием
- Татьяна Струкова — Ожерельева, старуха на печи
- Юрий Киреев — Пашка Ожерельев, бандит
- Павел Винник — аптекарь Григорий Митрофанович Фринёв
- Владимир Грибков — работник морга
- Татьяна Лаврова — Варя
- Александра Попова — гулящая
- Елена Максимова — потерпевшая
- Валентина Токарская — крупье в казино «Калькутта»
- Пётр Репнин — хозяин комиссионного магазина
- Владимир Тягушев — самогонщик
- Инна Фёдорова — Анна Ивановна Кукушкина, дворничиха
- Алексей Добронравов — Дементий Емельянович Алтухин, сосед-понятой
- Альберт Филозов — комсорг на субботнике (в титрах нет)